# Styposis camoteensis
Styposis camoteensis là một loài nhện trong họ Theridiidae.
Loài này thuộc chi Styposis. Styposis camoteensis được Herbert Walter Levi miêu tả năm 1967.